# 厙狄士文
厙狄 士文（しゃてき しぶん、生没年不詳）は、中国の北斉から隋にかけての軍人。本貫は善無郡。厙狄干の孫にあたる。

## 経歴
厙狄敬伏の子として生まれた。父の後を嗣いで章武郡王に封じられ、領軍将軍の位を受けた。北周の武帝が北斉を滅ぼすと、山東の名士たちの多くは北周軍の進駐を迎え入れたが、士文は門を閉ざして出てこなかった。武帝は士文の気骨を買って、開府儀同三司の位を与え、随州刺史に任じた。
隋の文帝が即位すると、士文は上開府の位を加えられ、湖陂県子に封じられた。まもなく貝州刺史に任じられた。その法治は苛酷で、当時の人は「刺史は羅刹の政をおこない、清河郡は人を食って生きるありさま」と語り合った。文帝がこのことを聞くと、「士文の暴は猛獣をも越える」と嘆いて罷免した。しばらくして士文は雍州長史となったが、厳正に法を執行して、貴族に対しても遠慮せず、多くの人に怨まれた。
士文の従妹は美貌で知られ、かつて北斉の後宮に入って嬪となったが、北斉の滅亡後は長孫覧の側室となった。長孫覧の正妻の鄭氏は嫉妬のために独孤皇后に讒言し、皇后は長孫覧に命じて厙狄氏を離縁させた。士文はこのことを恥として会おうとしなかった。後に応州刺史の唐君明が母の喪中であるにもかかわらず、厙狄氏を妻に迎え、このことが原因で唐君明と士文はそろって御史の弾劾を受けた。士文は獄中にあること数日で憤死した。
3子があったが、遺産といえるものは残さなかった。

## 伝記資料
- 『北斉書』巻15 列伝第7
- 『北史』巻54 列伝第42
- 『隋書』巻74 列伝第39